# La Baie du destin
Pour plus de détails, voir Fiche technique et Distribution.
La Baie du destin (titre original : Wings of the Morning) est un film britannique réalisé par Harold D. Schuster, sorti en 1937.
Il s'agit du premier film britannique en Technicolor.

## Synopsis
En 1889, un lord irlandais épouse une belle bohémienne mais meurt des suites d'une chute de cheval. Sa famille, qui déteste la bohémienne, chasse celle-ci de la maison et elle part trouver refuge en Espagne. Des années plus tard en 1937, la bohémienne devenue âgée, fuyant la guerre civile d'Espagne, revient en Irlande accompagnée de Maria, sa charmante petite-fille. Celle-ci tombe amoureuse du beau Kerry, qui entraîne des chevaux, mais l'ennui c'est que Maria s'était déjà fiancée en Espagne. Et un jour, le fiancé espagnol refait surface...

## Fiche technique
- Titre : La Baie du destin
- Titre original : Wings of the Morning
- Réalisation : Harold D. Schuster
- Scénario : Brian Oswald Donn-Byrne d'après Thomas J. Geraghty
- Images : Jack Cardiff, Henry Imus et Ray Rennahan
- Musique : Arthur Benjamin
- Montage : James B. Clark
- Décors : Ralph W. Brinton
- Production : Robert Kane pour New World Pictures Ltd.
- Pays d'origine : Royaume-Uni
- Format : Couleur (Technicolor)
- Genre : Drame
- Durée :  89 minutes
- Date de sortie : janvier 1937
- Affiche (en France) : Jean-Adrien Mercier

## Distribution
- Annabella (VF : elle-même) : Marie jeune (prologue) / Maria, duchesse de Leyva
- Henry Fonda (VF : René Dary) : Kerry Gilfallen
- Leslie Banks : Lord Clontarf
- Stewart Rome : Sir Valentine
- Irene Vanbrugh : Marie âgée
- Harry Tate (en) : Paddy
- Helen Haye : Tante Jenepher
- Teddy Underdown : Don Diego
- Mark Daly : James Patrick Aloysius "Jimmy" Brannigan
- Sam Livesey : Angelo
- E.V.H. Emmett : un commentateur de course
- Captain R.C. Lyle : un commentateur de course